# Aeroportul Kabalo
Aeroportul Kabalo (IATA: KBO, ICAO: FZRM) este un aeroport din Katanga⁠(d), Republica Democratică Congo ce deservește zona Kabalo. A fost numit după zona deservită.
Situat la o altitudine de 561 m, aeroportul dispune de o singură pistă.